# El Tabo
El Tabo est une ville et une commune du Chili dans la Province de San Antonio, elle-même située dans la région de Valparaiso.

## Géographie

### Situation
La commune d'El Tabo, située au bord de l'océan Pacifique, est une station balnéaire, qui grâce à la proximité de la capitale Santiago (120 km) est très fréquentée. Elle comporte plusieurs plages : El Tabo, Le Tabito, Le Hall, Las Cruces et San Carlos. La commune a été créée en 1961.

### Démographie

Position de El Tabo (en rouge) au sein de la Région de Valparaiso.

En 2016, sa population s'élevait à 8 161 habitants. La superficie de la commune est de 99 km2 (densité de 82 hab./km2).

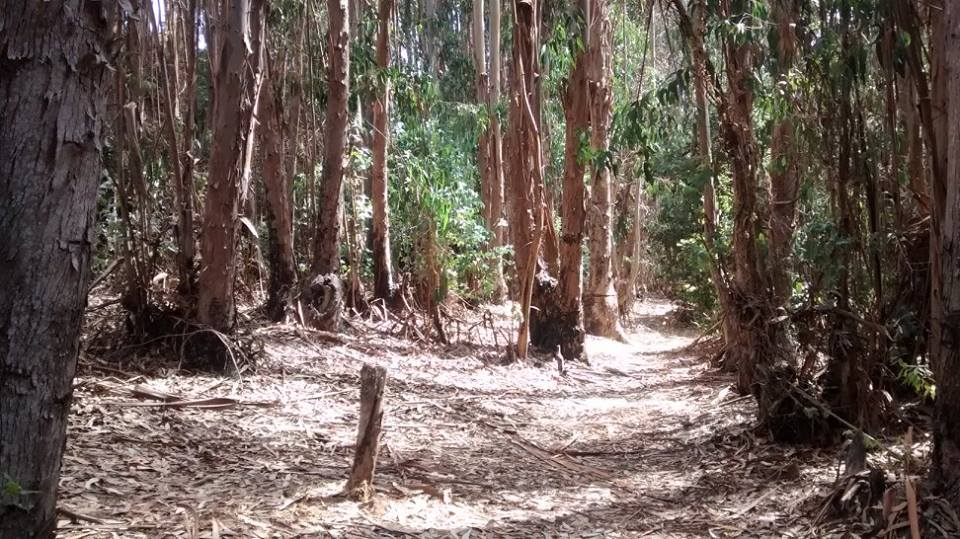
La Quebrada de Córdoba.
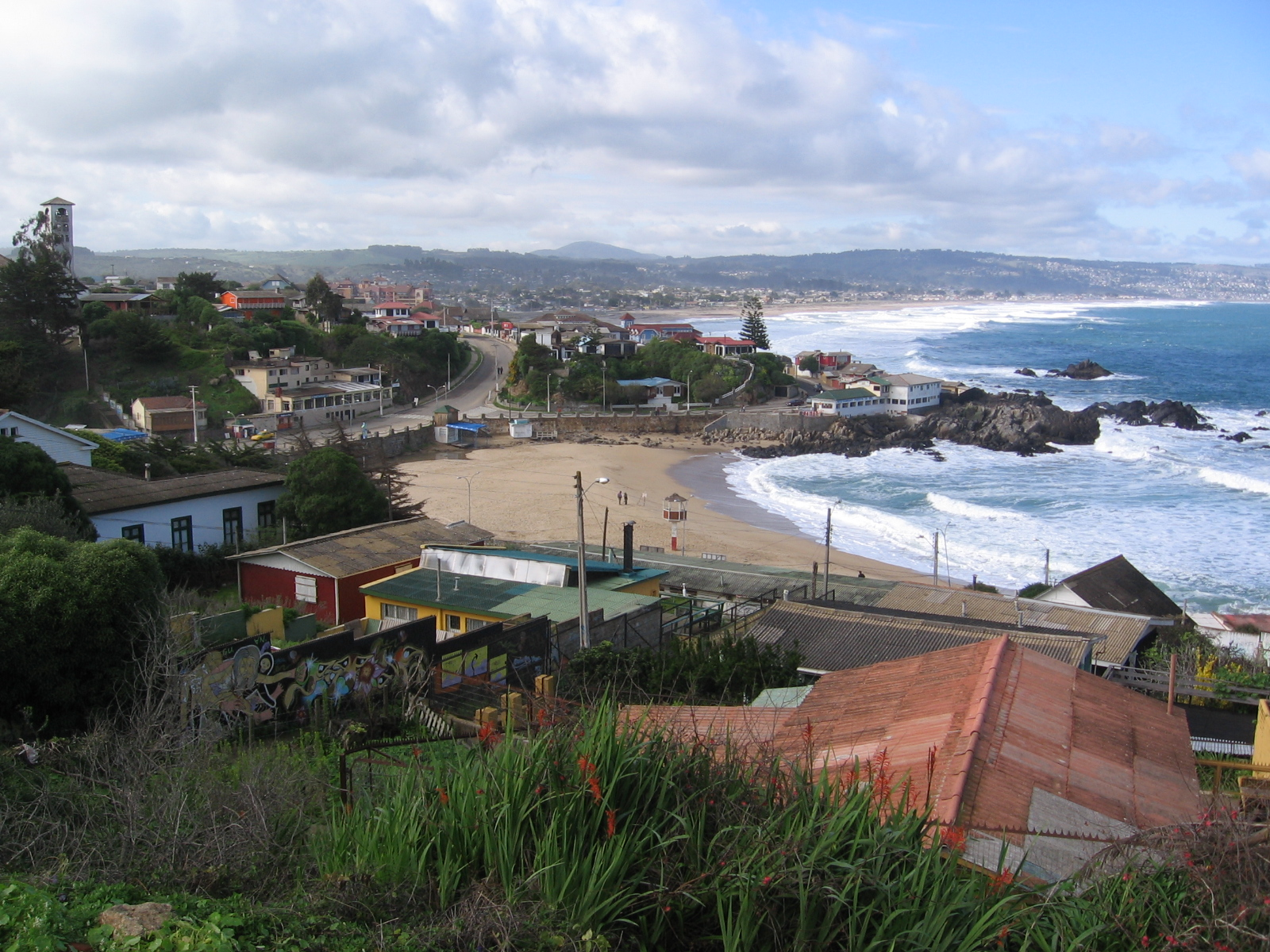
Plages de Las Cruces.
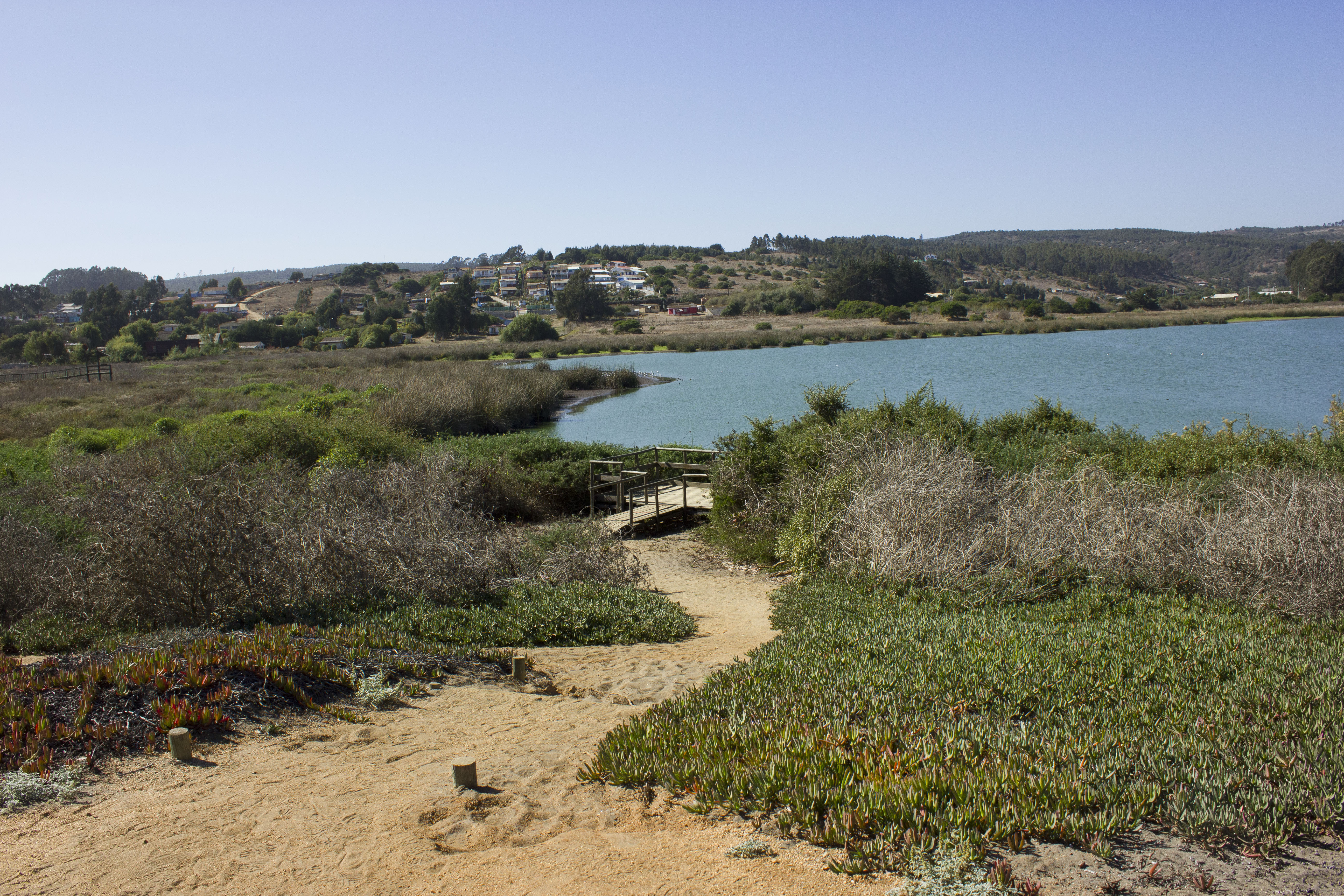
Lagune El Peral.